# Pola X
Pola X é um filme francês de Leos Carax, estreou em 1999.